# Foudjou

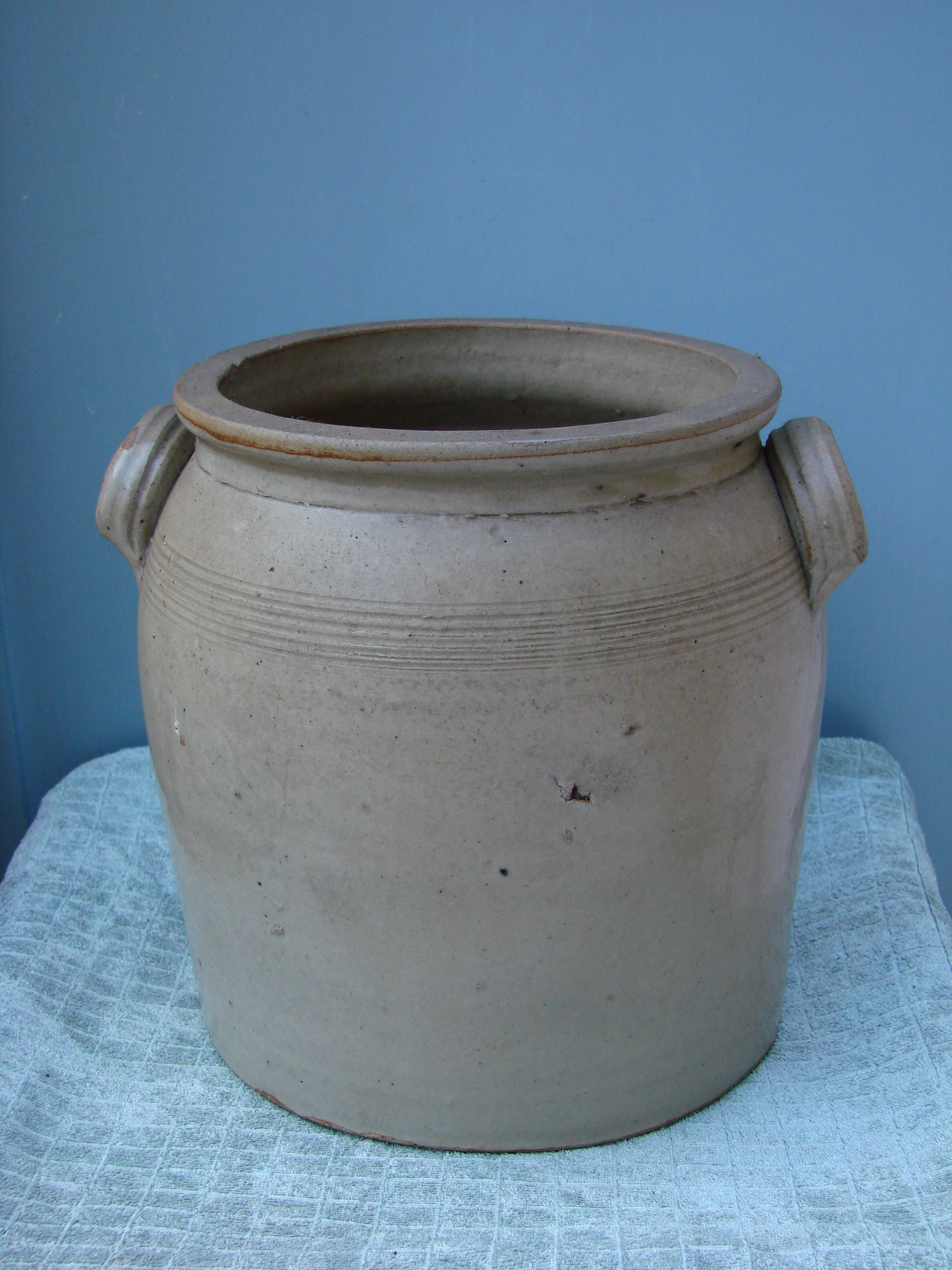
Pot de fermentation pour fromage fort.

Le foudjou est un fromage fort élaboré dans les départements de la Drôme et de l'Ardèche.

## Élaboration
Cette préparation fromagère est élaborée à base de fromage frais de chèvre et de picodon ou de rigotte de Condrieu devenus trop secs. Il faut râper les fromages secs et écraser les frais à la fourchette.

## Préparation et affinage
Frédéric Zégierman, journaliste gastronomique, explique : « Dans un gros pot de grès, alterner une couche de fromage râpé avec une couche de fromage frais écrasé. Tasser l’ensemble. Hacher l’ail. Saupoudrer le dessus du pot d’une cuillerée à soupe de poivre, ainsi que de l’ail haché. Arroser avec un verre d'eau-de-vie et un verre d'huile d’olive. Fermer le pot. L’oublier dans un endroit frais pour trois mois. Le foudjou sera prêt lorsque apparaîtra sur le dessus une pellicule rougeâtre. ». Il est à noter que dans la Drôme, on ajoute un verre de vin blanc. À la campagne, la maturation du fromage peut durer jusqu’à un an. La préparation est parfois servie mélangée à du fromage frais, sur de larges tranches de pain de campagne.

## Dénominations différentes pour le même fromage
Le foudjou est aussi écrit et prononcé foujou dans la région de Crest.

## Accord mets/alcool
Les fromages sont généralement dégustés avec du vin, mais quelques-uns comme les fromages forts se révèlent parfaits mariés aux single malts.